# Luzia Zberg
Luzia Zberg (Altdorf (Uri), 18 de janeiro de 1970) é uma ex-ciclista suíça. Representou o seu país natal nos Jogos Olímpicos de Verão de 1992 em Barcelona, Espanha, terminando em oitavo lugar na corrida em estrada individual feminina. Suas maiores conquistas foram ganhar quatro títulos nacionais na corrida em estrada feminina (1991, 1992, 1993 e 1994) e dois no contrarrelógio individual feminino (1994 e 1995).